# Nueve de Julio
Pour les articles homonymes, voir Nueve de Julio (homonymie).
Nueve de Julio est une ville argentine située dans la province de Buenos Aires et dans le partido de Nueve de Julio. Elle est située au 262 km de la route nationale 5, au nord-ouest de la ville de Buenos Aires.
Elle est l'une des villes les plus importantes du nord-ouest de la province de Buenos Aires en raison de sa situation géographique, de sa production agricole, de son commerce et de son industrie. Elle est fréquemment visitée par les fans de Turismo Carretera, car elle abrite l'Autódromo Ciudad de Nueve de Julio, l'un des plus grands circuits de course de la plus haute catégorie du TC en Argentine.
40 % de la population dispose d'un réseau d'égouts et 37 % du gaz naturel. Il n'y a toujours pas de service de transport public vers l'intérieur de la ville.